# 山谷 (東京都)
座標: 北緯35度43分42.673秒 東経139度48分5.053秒 / 北緯35.72852028度 東経139.80140361度

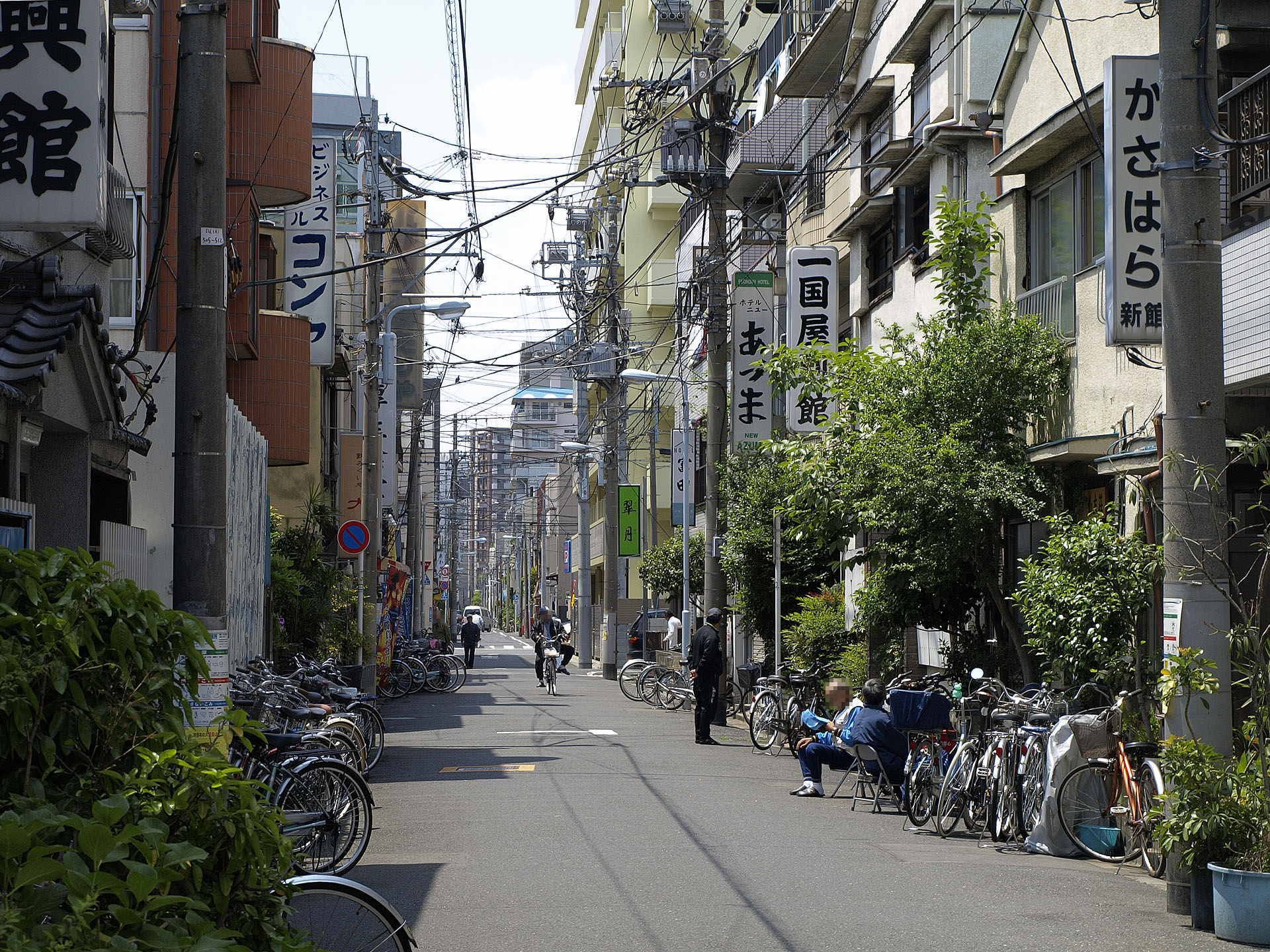
清川二丁目のドヤ街

山谷（さんや）は、東京都台東区の北東部清川・日本堤・東浅草一帯の通称。行政地名としては1966年（昭和41年）の住居表示実施に伴い消滅したが、日雇い労働者向けの簡易宿泊所が集まる、荒川区にまたがるドヤ街の呼び名として使われ続けている。簡易宿泊所「ドヤ」は東京オリンピックの建設需要に沸いた1960年代前半は、220軒以上を数え、約1万5千人の労働者でにぎわったが、現在は約120軒に減少。東京都福祉保健局の2021年の調査によると、約3千人が暮らし、うち9割が生活保護を受給。
三ノ輪駅や南千住駅から近く、繁華街・観光地である浅草の北側に位置する。交通の便が良いことから、2000年代以降はバックパッカーを含む訪日外国人の安価な宿泊地としても人気を集めている。かつて220軒以上あった簡易宿泊所は、2020年代前半では約110軒に減り、新しいホテルやマンションの建設も進んでいる。
江戸時代に旧吉原遊廓が焼失して新吉原遊郭へ移転する際に遊郭が一時期置かれたため、山谷の南にある新吉原遊郭を指す場合もあった。

## 概要

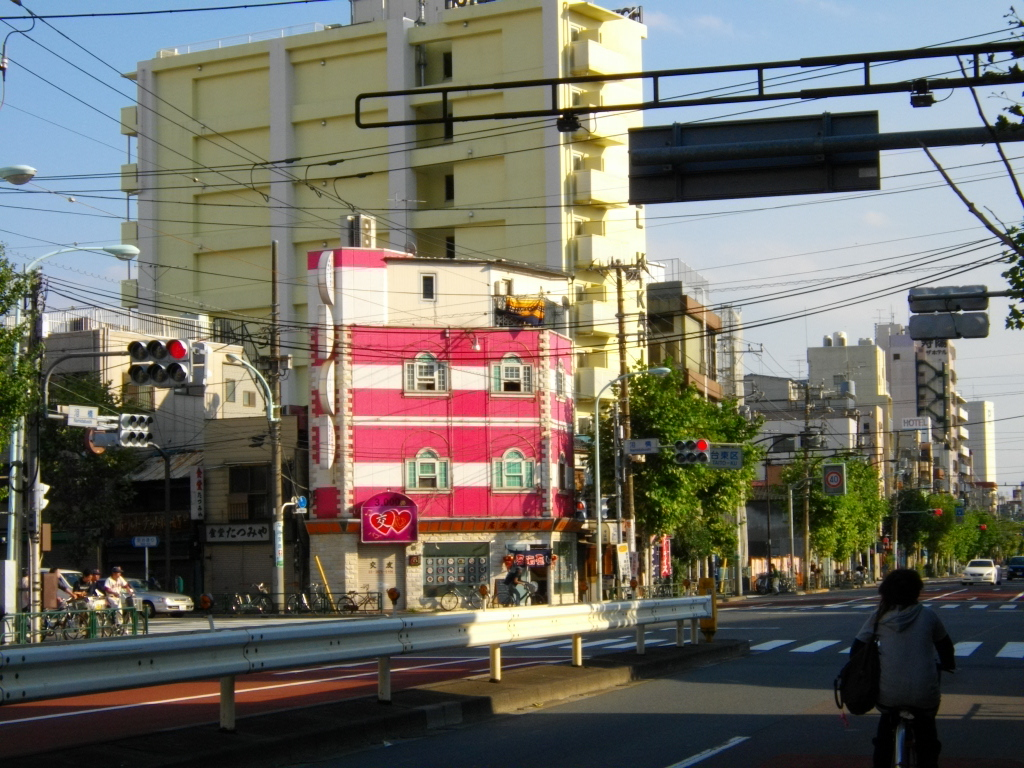
泪橋交差点

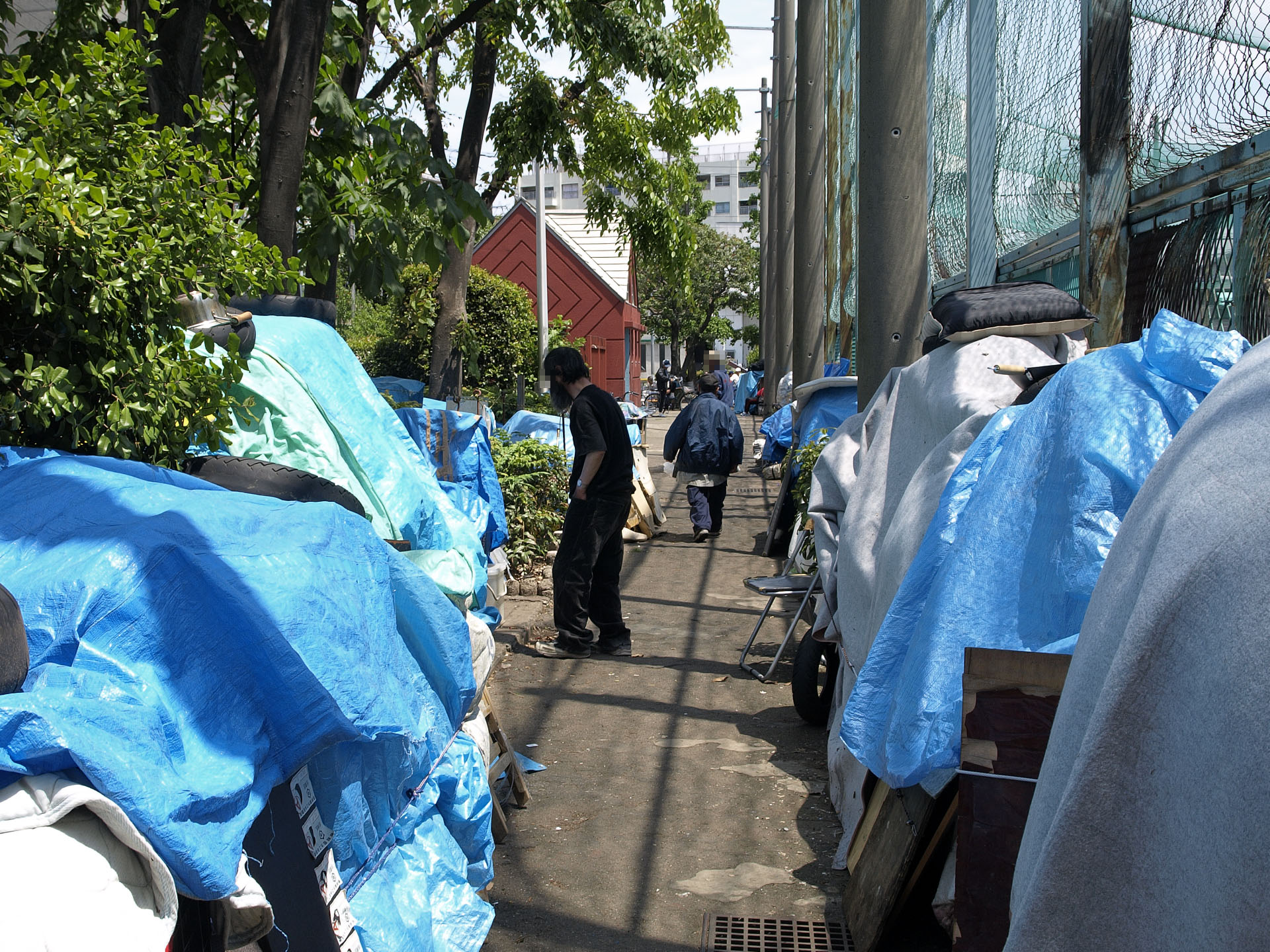
玉姫公園

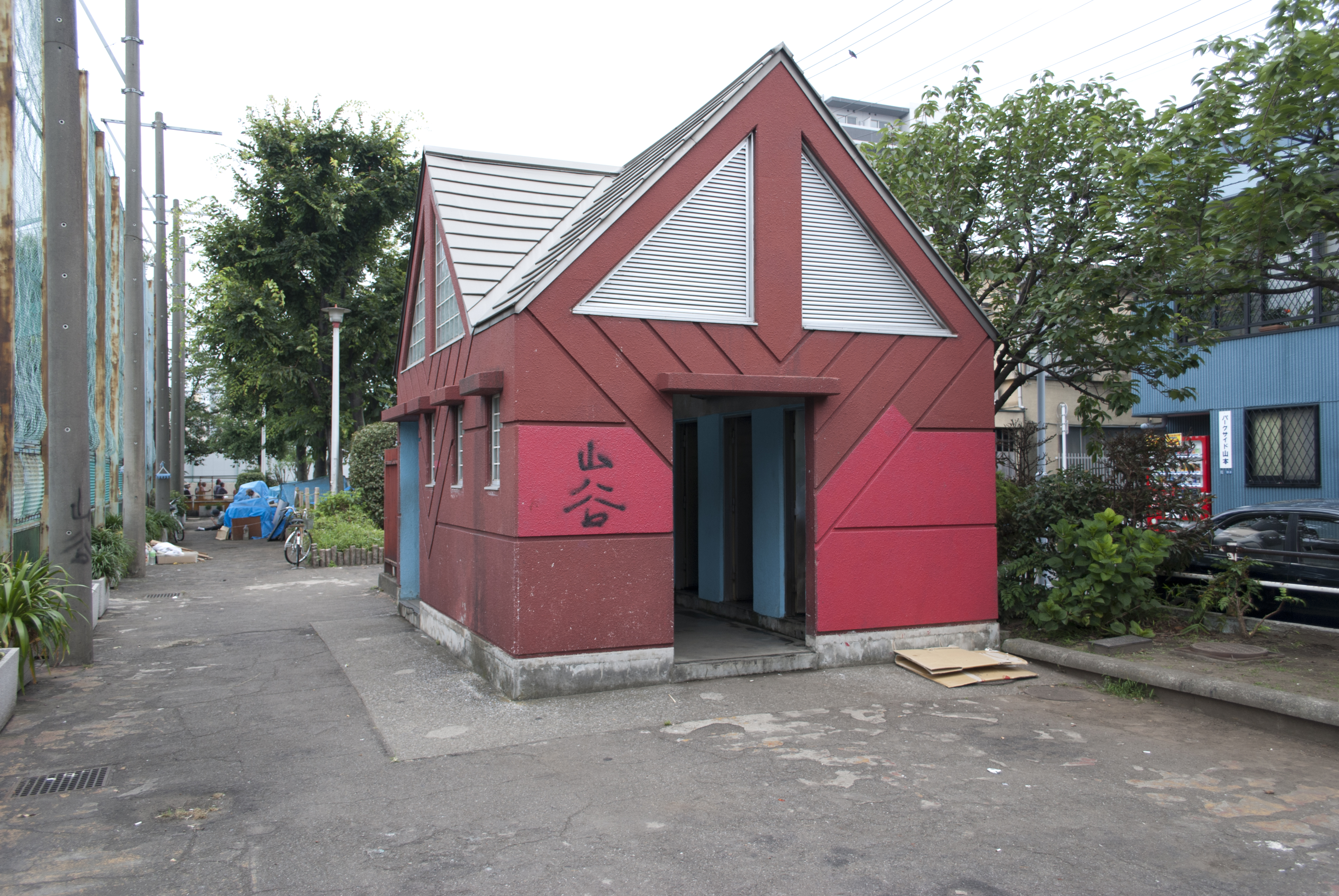
玉姫公園の公衆便所

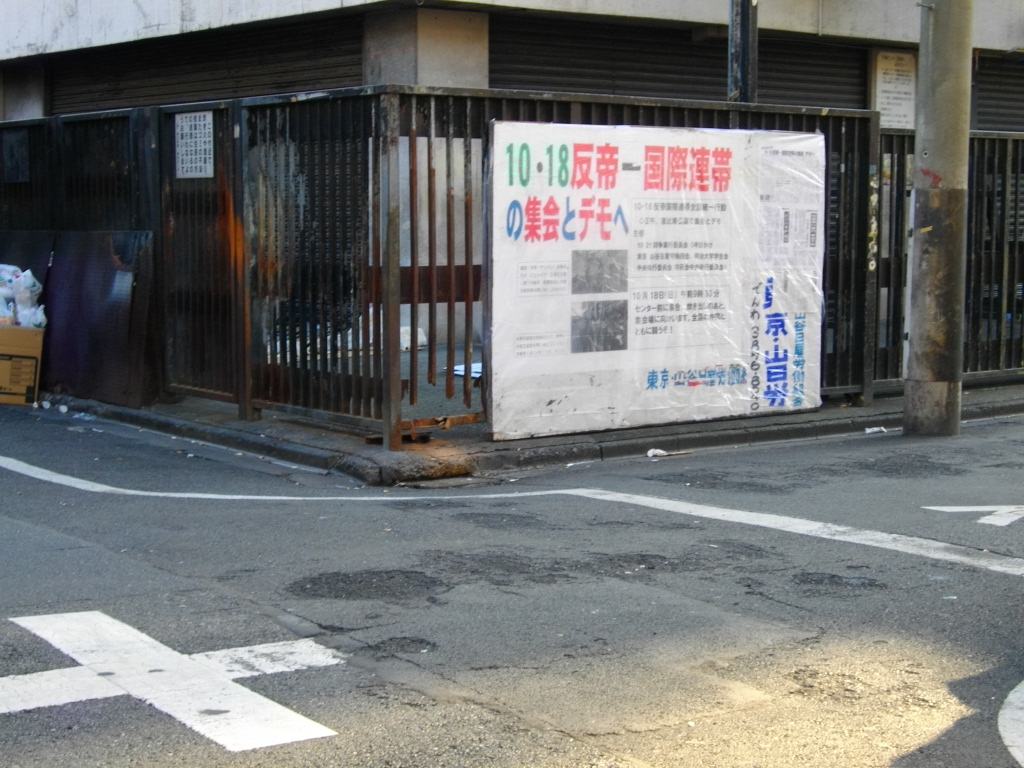
山谷日雇労働組合の看板

奥州街道（奥州道中）・日光街道（日光道中）の千住宿の南に位置し、江戸時代から素泊まりの木賃宿が集まる場所であった。
太平洋戦争下の1945年3月、東京大空襲により山谷を含む下町一帯は焦土と化した。戦後復興と高度経済成長に伴い工事労働者が東京に流入し、山谷には簡易宿泊所が建ち並んだ。
1966年（昭和41年）まであった台東区の町名としての浅草山谷1 - 4丁目は、住居表示の実施により、現在の清川・日本堤の一部および東浅草2丁目に変更された。
寄せ場・ドヤ街の通称として使われる場合はより範囲が広く、東京都庁や公益財団法人城北労働・福祉センターでは前述の清川・日本堤と東浅草2丁目に加え、橋場2丁目、荒川区南千住1 - 3・5・7丁目までを「山谷地域」と呼称している。
泪橋（台東区・荒川区境）はかつて江戸の境界で、近くに小塚原刑場や遊女の投込み寺（浄閑寺）があった。また、山谷地域西南部の近隣には、ソープランド街である吉原がある。

## ドヤ街として
この町の簡易宿泊所の殆どは素泊まり専門（食事などのサービスを提供せず、就寝できる場所のみを提供する宿の形態）である。内部の設備の差もあり、8人部屋などの多人数でのドミトリーを提供している所もある。
また、この町の簡易宿泊所は、細かい形式は違えど「カラーテレビ完備」「冷暖房完備」という謳い文句を袖看板や入口等に掲げた店が多く、今も複数見られる。
2002年のFIFAワールドカップ日韓大会の頃から、外国人旅行者が山谷地区の宿泊施設を利用するケースが見られるようになった。その後も料金が安いことや（諸外国の安宿街に比べて）治安が良いこと、最寄り駅である地下鉄南千住駅からは東京メトロ日比谷線一本で上野、秋葉原、銀座、六本木といった観光スポットと行き来できることから更に外国人利用者が増加した。それに伴い施設側の外国人への対応も進んだことから「外国人向けの安宿のある町」として定着し、往年のイメージから変貌している。
一方で、ドヤ街としての日常光景に戸惑う外国人も多い。このため山谷について理解してもらったり、生活が苦しい元日雇い労働者へコーヒー代の寄付を募ったりするカフェが2018年3月末に開設された。

### 主な施設・団体
- 公益財団法人東京都福祉保健財団 城北労働・福祉センター：東京都の政策連携団体。行政が運営する「寄せ場」として職業紹介を行う。診療所、娯楽室なども設置している。
- 日本キリスト教団日本堤伝導所センター・山谷労働者福祉会館：日本キリスト教団が設置し、後述の山谷争議団が拠点を置く。山谷争議団の集会所、炊き出しのためのキッチン、倉庫、荒天等の際の野宿者の避難所として使われる。
- 日本基督教団 山谷兄弟の家伝道所：安価な弁当を提供する「まりや食堂」を設置。
- 認定NPO法人 きぼうのいえ：在宅ホスピスケア対応型集合住宅「きぼうのいえ」等を運営。運営にはキリスト者、仏教者が携わる。
- NPO法人 訪問看護ステーションコスモス：山谷と寿町 (横浜市)で訪問看護、健康相談事業、在宅介護支援、居場所の「いこいの間」、日常生活支援住居施設「コスモスハウスおはな」の運営などの活動を行う。
- 神の愛の宣教者会 山谷の家（山谷修道院）
- 山谷夜回りの会：キリスト者が主体となって行っているボランティア団体。
- ほしのいえ：炊き出しや生活相談等を行う市民団体。キリスト者が多い。
- 認定NPO法人 山友会：行政と共同して、野宿者や生活困窮者に無料診療、生活相談・支援、炊き出し・アウトリーチを行う。
- NPO法人自立支援センターふるさとの会：行政と共同して、山谷地区を中心に都内各地で社会福祉事業宿泊所や障害者施設を運営する。炊き出しも行っている。元々は山谷統一労働組合の流れを汲むボランティア団体がNPO法人となった経緯がある。
- 日本堤交番：警視庁浅草警察署管内の大規模交番。

#### 山谷争議団
山谷争議団（さんやそうぎだん）は、1981年に立ち上げられた山谷地区で日雇い労働者らが組織する団体である。悪質業者追放現場闘争委員会(現闘委)が前身。結成以来、日雇い労働者を搾取していた手配師、暴力団及び右翼団体と対決した。特に日本国粋会（後の六代目山口組國粹会）系金町一家（現在は落合金町連合傘下）と激しい衝突を繰り返した。
1995年10月には山谷争議団のメンバーで革労協系の活動家の鈴木ギャーが、突如「新生山谷争議団」を名乗り、他の山谷争議団のメンバーらの除名宣言を一方的に行い、革労協系の活動家を集めて、山谷労働者福祉会館を占拠した。95年末の越冬闘争中に革労協系の活動家が占拠する山谷労働者福祉会館に山谷争議団のメンバーが奪還の為に突入。その後は山谷争議団側が山谷労働者福祉会館を現在に至るまで確保している。一方の鈴木らは東京・山谷日雇労働組合（山日労）を名乗って今に至る。
現在も越冬闘争の炊き出しを山谷争議団は城北福祉センター前で行っているが、赤砦社系の山日労は玉姫公園で行うなど対立関係は続いている。
- 山谷労働者福祉会館 (@sanyadesu) - X（旧Twitter）（山谷争議団／反失実）
- 東京・山谷日雇労働組合 (@yamanichirou) - X（旧Twitter）（赤砦社系）

## 歴史
元々は日光街道の江戸方面の最初の宿場であった。明治初期から政府の意向で市街地の外れの街道入口に木賃宿街が形成され、吉原遊廓の客を送迎する人力車の車夫等、戦前より既に多くの貧困層や労働者が居住していた。戦後、東京都によって被災者のための仮の宿泊施設（テント村）が用意され、これらが本建築の簡易宿泊施設へと変わっていった。
1960年（昭和35年）7月、山谷地区交番（通称「マンモス交番」、移転した後現在は「日本堤交番」に改名）が完成。
同年7月26日から住民約1000人が騒ぎ、警察官8人が負傷。
翌月にかけて群衆が交番に押し掛けるようになった。
この騒動以降、警察官との間で数千人規模の暴動（山谷騒動）が複数回発生した。騒動の直接の原因については様々な理由（例えば1962年11月24日の暴動は食堂の客扱いへの不満が契機）が挙げられているが、犯罪者や過激派などの煽動を指摘する説もある。
1969年、フォーク歌手の岡林信康が日雇労働者の悲哀を歌った『山谷ブルース』を発表した。
1970年12月15日、全国港湾労働者組合山谷分会のメンバーが東京都民生局に詰めかけ、年末年始の住居対策を求めるが決裂。深夜に3人が都庁の玄関のガラスを割り建物内へ侵入、知事秘書室で座り込みを行っていたところを逮捕される。
1974年1月5日、仕事にあぶれた労働者136人が台東区役所に押し掛け生活保護費の支給を要求。4日分のみではあるが、即日支給を受けることとなった。以降、生活保護費を求めて連日400人近くの労働者が詰めかける騒ぎとなったが、同月10日以降は、通常の資格審査体制へと戻った。
1979年6月9日午後11時頃、山谷地区交番で酔った労務者の対応をしていた警察官が別の男に包丁で刺殺される。
1984年と1986年には、この地区で暗躍する暴力団（金町一家。金竜組とも呼ぶ）と労働者の闘争を描いたドキュメンタリー映画『山谷（やま） - やられたらやりかえせ』を制作した映画監督2名が暴力団(日本国粋会)の組員によって相次いで暗殺される事件が起こった。
1996年に東京都と東京23区は互いの了解のもと路上生活者に各区が生活保護を行い、自区内で住居が決まるまで山谷に預ける規則（山谷ルール）を作った。一時的に預けるという措置だったが保証人などの問題もあり、その後も各区が再度引き取ってアパートなどを探すことはあまりなく、山谷に連れて行かれた後そのまま放っておかれるなど、長期にわたって住所不定のままになっている人が少なくない。
1964年東京オリンピック前年の1963年には、222軒の簡易宿泊所に約1万5000人が寝泊まりしていた。2018年時点、山谷に暮らす元日雇い労働者らは約4,200人で、うち9割が生活保護を受給している。
こうした住人の減少・変化に伴い、簡易宿泊施設には従来の労働者に代わって、各国から日本に旅行にやって来る外国人達（バックパッカーなど）による格安ホテルとしての利用が増加している。外国人宿泊者数は年10万人との推計もある。
英語表記の案内を施設内に充実させるなど、簡易宿泊施設の経営者にも外国人利用者の利用を促進したいという動きがみられる他、真新しい新築の簡易宿泊施設も次々と登場している。さらに近年では都内に旅行やイベントに来る日本国内の若者が簡易宿泊施設を利用するケースも見られるようになっている。古い建造物等を撮影するアマチュアカメラマンでも賑わっている。
泪橋は漫画『あしたのジョー』の舞台の一つでもある。2011年の映画公開に前後して、地元のいろは商店街が街おこし、所謂聖地巡礼ビジネスに乗り出している。主人公である矢吹丈の像が土手通り沿いに建てられている。

## 交通

### 鉄道
- 南千住駅：常磐快速線（JR東日本）、東京メトロ日比谷線、つくばエクスプレス
- 浅草駅：つくばエクスプレス
- 三ノ輪駅 : 東京メトロ日比谷線

### 路線バス
- 都バス上46・東42乙の「清川二丁目」
- 都バス草64の「日本堤」
- 台東区循環バスめぐりん
  - 北めぐりん：(7)橋場老人福祉館西(産業研修センター)・(8)橋場一丁目・(9)清川一丁目
  - ぐるーりめぐりん：(9)清川一丁目・(10)清川清掃車庫・(11)橋場二丁目・(12)橋場二丁目アパート前・(13)橋場一丁目
- 都バス里22の「泪橋」バス停からもアクセス可能。

## 山谷を舞台にした作品

### 小説
- 西村京太郎『歪んだ朝』1963年
- 三島由紀夫『音楽』1965年
- 風間一輝『地図のない街』ハヤカワ・ミステリワールド 1992年
- 有間カオル
  - 『夢みるレシピ ゲストハウスわすれな荘』角川春樹事務所 2014年
  - 『スープのささやき ゲストハウスわすれな荘』 角川春樹事務所 2015年

### 漫画
- 『あしたのジョー』高森朝雄（梶原一騎）作 ちばてつや画 講談社 1968〜73年
- 『孤独のグルメ』第1話 久住昌之原作 谷口ジロー画 扶桑社 1994年

### 写真集
- 織田忍『山谷への回廊 写真家・南條直子の記憶1979－1988』アナキズム誌編集委員会  2012年

アフロヘアにアーミージャケット、撮影対象として日雇い労働者の街「山谷」に対峙し続けた20代のフリーのフォトグラファー南條直子は、山谷夏祭り、越年越冬闘争、暴動、警察の弾圧、デモ、集会、争議、手配師やヤクザに追われ自らの命を狙われたりしながらも、多くの労働者・活動家の魅力あふれる素顔を撮り続けた。1988年10月、アフガニスタンで取材中に地雷を踏んで死亡。享年33。

### 音楽
- 岡林信康『山谷ブルース』1969年

## 参考資料

### 書籍
- 竹中労『山谷 都市反乱の原点』全国自治研修協会 1969年
- 宮下忠子『山谷・泪橋 ドヤ街の自分史』晩聲社 1978年
- 今川勲『現代棄民考 山谷はいかにして形成されたか』田畑書店 1987年
- エドワード ファウラー著 川島めぐみ訳『山谷ブルース 「寄せ場」の文化人類学』洋泉社 1998年
- 大山史朗『山谷崖っぷち日記』阪急コミュニケーションズ 2000年
- 山本雅基
  - 『東京のドヤ街・山谷でホスピス始めました。』実業之日本社 2006年
  - 『山谷でホスピスやってます』実業之日本社 2010年
- 塚田努『だから山谷はやめられねえ 「僕」が日雇い労働者だった180日』幻冬舎 2008年
- 中村智志『大いなる看取り 山谷のホスピスで生きる人びと』新潮社 2008年

### ドキュメンタリー映画
- 『山谷 やられたらやりかえせ』佐藤満夫・山岡強一共同監督 1985年
  - 書籍『山谷 やられたらやりかえせ』山岡強一 現代企画室 1996年